# Pârâul Olt
Pârâul Olt este un curs de apă, afluent al râului Pădureni. 